# South Heath
South Heath är en by i Buckinghamshire i England. Byn är belägen 39,3 km 
från Buckingham. Orten har 822 invånare (2015).